# Дом причта

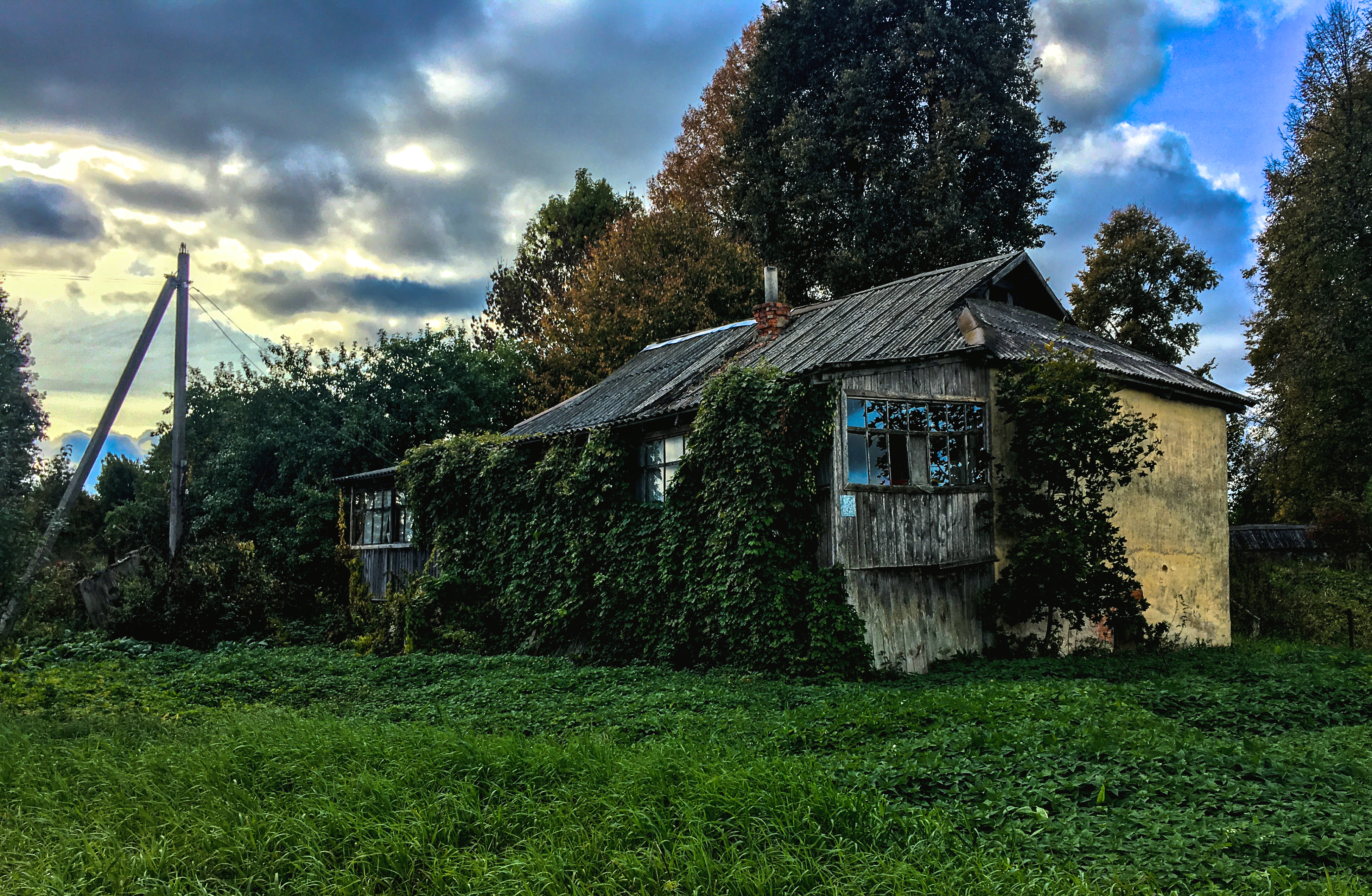
Бывший дом причта храма Святого Георгия на городище Воронич

Дом при́чта, при́чтовый дом, приходско́й дом, церко́вный дом — жилое здание в комплексе приходского храма, предназначенное, преимущественно, для постоянного проживания причта (священнослужителей и церковнослужителей) храма со своими семьями. Дружное совместное проживание нескольких семей священнослужителей и церковнослужителей в одном доме при храме, и коллективное ведение ими хозяйства, сплачивало всю церковную общину данного прихода, и остальным прихожанам являло образ искреннего христианского единения, открытости, доверия, взаимной поддержки, бескорыстия и глубокого терпения.
Кроме того, в доме причта могут размещаться помещения для канцелярии, ризницы, воскресной школы, паломнической гостиницы, трапезной и других благотворительных учреждений.
В городах России сохранилось значительное число домов причта, построенных, преимущественно, в XVIII—XIX веках. Так в Москве 32 здания домов причта отнесены к объектам культурного наследия и ещё 20 — к выявленным объектам культурного наследия.
После принятия в 1918 году Декрета об отделении церкви от государства и школы от церкви, согласно которому церковные и религиозные общества не имели права владеть собственностью, дома причта, наряду с другим имуществом церковных организаций, были объявлены народным достоянием. Они использовались для размещения различных учреждений и коммунального заселения. С другой стороны, некоторые дома причта избежали участи многих церквей, разрушенных в советское время. Зачастую дом причта остаётся единственным зданием из комплекса снесённого храма. Таков, например, дом причта армянской Крестовоздвиженской церкви в Москве, построенный архитектором Ю. Фельтеном.
В настоящее время дома причта строятся в комплексах приходских храмов и православных миссий. Свод правил по проектированию и строительству «Здания, сооружения и комплексы православных храмов» СП 31-103-99 предусматривает понятия «Церковно-причтовый дом» (крещальня, трапезная, просфорная и др.) и «жилой дом причта».